# Dienekès
Dienekès (en grec ancien : Διηνέκης / Diēnékēs, mort en 480 av. J.-C.) est un Spartiate, qui combat les Perses aux Thermopyles sous le commandement du roi Léonidas.
Hérodote dit de lui qu'il était « le meilleur » des 300 guerriers spartiates choisis par Léonidas pour affronter l'armée perse jusqu'à la mort.

## Dienekès à la bataille des Thermopyles
Il est célèbre pour sa réplique laconique lorsqu'on vient lui faire part de la supériorité de l'armée perse : car leurs archers, lui dit-on, sont si nombreux que lorsqu'ils tirent leurs volées de flèches, celles-ci forment un nuage qui cache le soleil. Il réagit à la nouvelle que lui apporte un allié trachinien en disant simplement :

« Cet ami trachinien nous apporte bien de bonnes nouvelles, car si les Mèdes vont nous cacher le soleil, la bataille avec eux se fera à l'ombre, et pas en plein soleil !

πάντα σφι ἀγαθὰ ὁ Τρηχίνιος ξεῖνος ἀγγέλλοι, εἰ ἀποκρυπτόντων τῶν Μήδων τὸν ἥλιον ὑπὸ σκιῇ ἔσοιτο πρὸς αὐτοὺς ἡ μάχη καὶ οὐκ ἐν ἡλίῳ. »

Cette phrase, rapportée par Hérodote est attribuée à Léonidas Ier lui-même par Plutarque.

## Dienekès dans la culture populaire
Aujourd'hui, la phrase de Dienekès est devenue la devise de la 20e division blindée de l'armée grecque, simplifiée en grec moderne :

« Tant mieux ! Nous allons nous battre à l'ombre !
καλύτερα, θα πολεμήσουμε υπό σκιά »

Cependant, Dienekès n'apparaît pas dans le film de 1962, La Bataille des Thermopyles, où sa phrase fameuse est prononcée par le roi Léonidas lui-même, en réponse à la menace du général perse Hydarnès II.
Dienekès n'apparaît pas non plus dans 300, le roman en images de Frank Miller, ni dans le film du même nom réalisé par Zack Snyder en 2007. En revanche, sa fameuse phrase y est bien dite, mais par la bouche du personnage de fiction Stelios, en réponse, non à la phrase d'un autre Grec, mais à une moquerie des Perses.
Dienekès est un personnage du livre Les Murailles de feu (1998) de Steven Pressfield.
Une rue de Sparte porte son nom.